# Parotite
La parotite (o parotite epidemica), più conosciuta con il nome popolare di orecchioni o gattoni, è una malattia infettiva acuta di origine virale, causata dal virus della parotite. Si localizza primariamente a una o entrambe le parotidi, grosse ghiandole salivari poste nel retrobocca, dietro ai rami della mandibola oppure sotto le orecchie.
Si tratta di una malattia tipicamente infantile, che, in particolare prima delle estese campagne vaccinali, colpiva con maggior frequenza i bambini fra i 5 e i 9 anni e decorso in genere benigno, ma può colpire qualunque età e, nella fattispecie, se questa malattia colpisce dopo la pubertà o in età adulta può dare più facilmente complicanze gravi come l'orchite (la più frequente, 30-40% dei casi) che può condurre anche se raramente alla sterilità, dato che il virus può spostarsi, tra i vari distretti, anche ai testicoli.
Inoltre gli adulti sono maggiormente soggetti a complicanze meningoencefalitiche anche in assenza delle tipiche manifestazioni dell'infezione alle ghiandole salivari, fra cui la sordità improvvisa di tipo sensoriale, bilaterale e permanente causata da danni diretti del virus al nervo acustico, rappresentando una delle principali cause di questo tipo di sordità.

## Eziopatogenesi
L'agente eziologico della parotite epidemica è il virus parotitico, un virus con genoma a RNA a singolo filamento negativo appartenente alla famiglia Paramyxoviridae, sottofamiglia Paramyxovirinae, genere Rubulavirus.
La malattia è altamente contagiosa; l'infezione viene in genere trasmessa per via respiratoria. È raro il contagio per contatto diretto con oggetti contaminati.
Dal momento del contagio all'esordio clinico della malattia passano 14-18 giorni di incubazione e si è contagiosi da 6 giorni prima dell'esordio clinico fino ai 9 giorni successivi.

## Sintomi e decorso
La durata della malattia è di circa due settimane. Il primo sintomo evidente della malattia è il gonfiore delle parotidi. I sintomi sono mal di testa, febbre, dolori al collo e sotto le orecchie, dolore alla masticazione, a volte dolore addominale, inoltre nello 0,01% dei casi può portare alla morte.
Sono possibili complicazioni:
- encefaliti (0,02-0,3%) raramente mortali ma che possono portare a paralisi, epilessia, paralisi dei nervi facciali, stenosi acqueduttale e conseguente idrocefalia;
- meningite parotitica: si verifica dallo 0,5 al 15% dei casi di parotite epidemica, in genere a prognosi benigna;
- danni all'udito (con 5 casi ogni 100000, la parotite è la principale causa di sordità neurosensoriale acquisita nell'infanzia);
- pancreatite (4%);
- orchite: più frequente dopo la pubertà, arrivando in questi casi fino al 30%; le conseguenze (sterilità) sono tuttavia rare;
- mastite e ovarite (rare e senza conseguenze persistenti nella malattia infantile, l'ovarite nelle femmine pre-pubere è inoltre più rara e difficile da diagnosticare, ma in grado di condurre a gravi danni tubarici e sterilità[4]);
- coinvolgimento di altri organi (rene, articolazioni, tiroide), solo in casi eccezionali.

Proprio per la possibile comparsa di complicazioni durante il decorso della malattia, è importante avvertire il medico in caso di insorgenza di sintomi nuovi, come cefalea, vomito, dolore addominale, alterazioni dello stato di vigilanza.
Dopo la guarigione persiste uno stato di immunità; per cui, solitamente, ci si ammala di parotite non più di una volta nella vita.

## Terapia
Come per molte malattie virali non esistono medicinali specifici capaci di contrastarle. Il trattamento è esclusivamente sintomatico, con antipiretici o analgesici. Può essere utile evitare l'assunzione di alimenti dal forte sapore che stimolano la salivazione e conseguentemente il dolore. Tuttavia, si possono assumere farmaci a base di paracetamolo.

## Disposizioni legislative
In Italia, per motivi di sorveglianza epidemiologica, è previsto l'isolamento obbligatorio del paziente fino alla guarigione e la denuncia obbligatoria da parte del medico all'ufficio igiene dell'ASL competente.

## Vaccinazione
Per la parotite è disponibile un vaccino vivo attenuato, capace di indurre l'immunizzazione tramite infezione subclinica e non contagiosa, il quale induce anticorpi in oltre il 95% dei soggetti. In Italia esso è somministrato in combinazione con i vaccini per morbillo e rosolia (MPR), da praticare dopo il primo anno di vita.